# アメリカン航空191便墜落事故
アメリカン航空191便墜落事故（アメリカンこうくう191びんついらくじこ、英語: American Airlines Flight 191）は、1979年5月25日にアメリカン航空の定期旅客便だったDC-10型機が、シカゴ・オヘア空港を離陸した直後に墜落した航空事故。
離陸時の機首上げの際に、左主翼下のエンジンとパイロンが機体から分離した。同時に油圧系統が損傷して左翼外側のスラットが引き込まれてしまい、左翼だけがより高速で失速しやすい状態になった。緊急時の手順どおりに飛行速度を落とした結果、左翼だけが失速状態になった。しかし、一部の警報装置が機能を停止していたので、パイロットは状況が把握できなかった。そのまま機体は急激に左に横転し、離陸から30秒で墜落した。搭乗者271人全員と地上で巻き込まれた2人が死亡した。この死者数は2025年現在でも、アメリカ同時多発テロ事件等を除くアメリカの航空事故において最大である。
事故原因として当初は設計不良が疑われ、アメリカ連邦航空局 (FAA) はDC-10型機の型式証明の効力を一時停止した。世間からはDC-10型機の安全性に厳しい目が向けられた。しかし調査の結果、航空会社の不適切な整備がパイロン分離の原因であることが判明した。本事故を受けて整備手順の監督体制が強化されたほか、機体の設計変更が行われ、エンジン停止時の飛行速度も見直された。

## 事故当日のアメリカン航空191便
アメリカン航空191便はアメリカ合衆国の国内定期便であり、イリノイ州シカゴのオヘア国際空港発、カリフォルニア州ロサンゼルスのロサンゼルス国際空港行きであった。1979年5月25日の便には、乗客258人と乗員13人の計271人が搭乗していた。

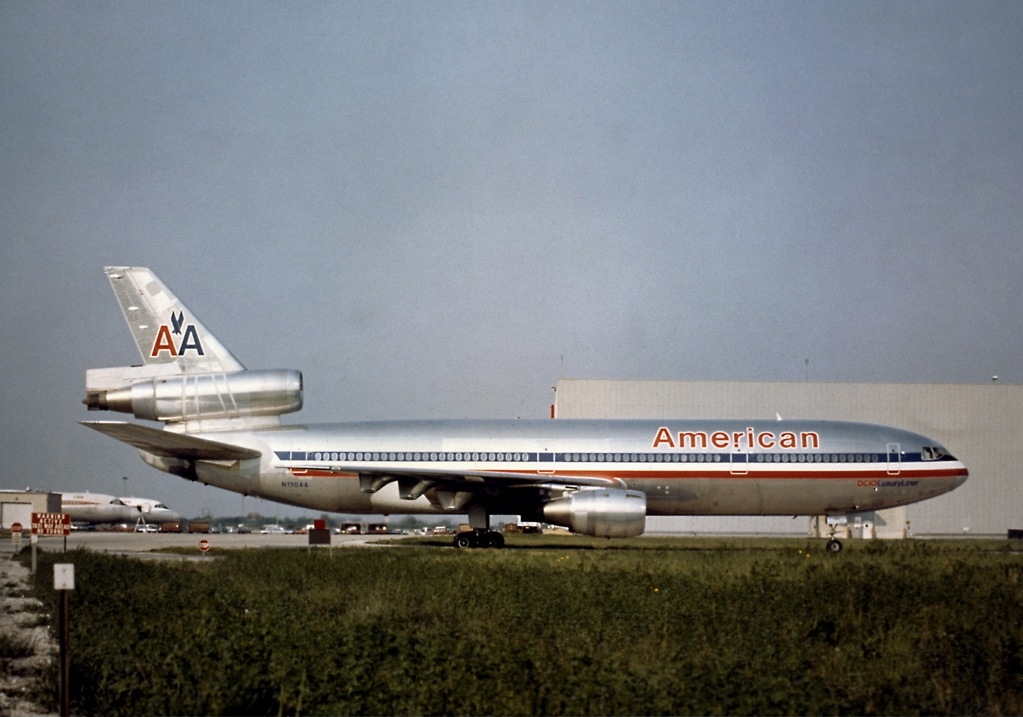
1974年にオヘア国際空港で撮影された事故機

使用機材はDC-10-10型機であった。DC-10型機は、左右の主翼下に1基ずつと垂直尾翼の付け根に1基、合計3基のターボファンエンジンを備えた旅客機である。機体記号は「N110AA」であり、エンジンはゼネラル・エレクトリック社のCF6-6Dだった。1972年2月25日にアメリカン航空に納入され、事故までの7年間の飛行時間は20,000時間弱であった。飛行記録やメンテナンス記録には、事故前日の1979年5月24日までの機械的不具合は記録されていなかった。事故当日の記録は機体のログブックに綴じられており、事故によって喪失した。
この日の191便の機長は1950年から29年間アメリカン航空に勤務していたベテランパイロットで、彼はコンベア240、コンベア990、ロッキードL-188、ボーイング727、707、ダグラスDC-6、DC-7などの運航資格を有し、1971年12月にDC-10型機の運航資格を取得した。総飛行時間は22,500時間で、そのうちDC-10型機の機長としての飛行経験は3,000時間であった。副操縦士は49歳であり、1966年にアメリカン航空に入社し、1977年7月にDC-10型機の運航資格を取得した。9,275時間の飛行時間を有し、そのうち1,080時間がDC-10型機によるものだった。航空機関士は56歳であり、1955年にアメリカン航空に入社し、1971年9月にDC-10型機の運航資格を取得した。航空機関士としての飛行時間は約15,000時間であり、DC-10型機での飛行は750時間であった。客室乗務員の10名全員は、DC-10型機の乗務に必要な要件を満たしていた。

## 出発から墜落まで
アメリカ中部夏時間14時59分、オヘア国際空港のゲートから滑走路32Rまで地上滑走した。エンジン始動からプッシュバックと地上滑走の開始までを見守っていた整備員は特に異常を感じることはなかった。
当時の天候は晴れで視程は15マイル (24キロメートル)、地上付近は風速22ノット (25マイル毎時; 41キロメートル毎時)の北西の風が吹いていた。15時02分、191便は離陸許可を得て滑走路32Rで離陸滑走を開始した。コックピットボイスレコーダには、V1（離陸決心速度）、VR（引き起こし速度）を読み上げる声が記録されていた。

DC-10型機のエンジン配置。

ここまで順調に離陸滑走が続いたが、浮揚のための機首上げ操作時に、左翼から第1エンジンがパイロン（エンジンを翼下に吊り下げる構造部）とともに分離した。パイロンとエンジンは翼の前方上側に巻き上がり、翼の上を通過して滑走路に落下した。さらに、左翼の前縁部 0.9 メートルも脱落した。第1エンジンのパイロンが外れたあたりから白煙または霧状のものが出ているのも目撃されている。エンジン分離を目の当たりにした管制官は、直ちに「アメリカン航空191便、引き返したいか？どの滑走路か？ (Alright, American 191 heavy—do you want to come back and to what runway?) 」と無線で尋ねたが返答はなかった。

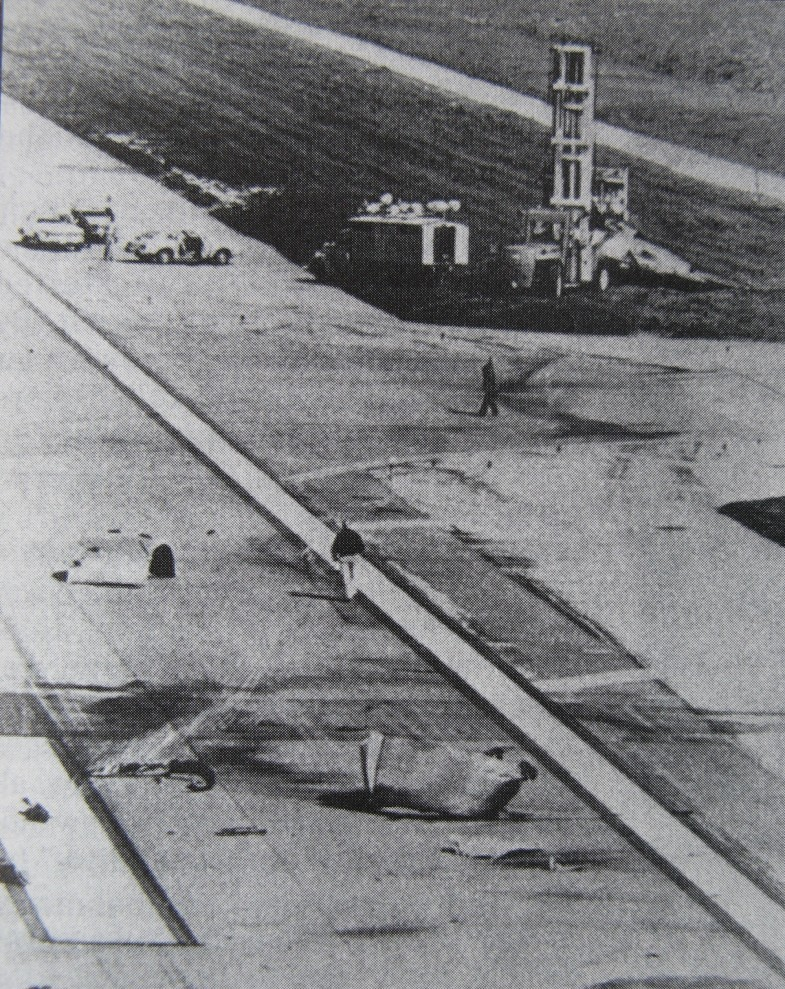
滑走路上に散乱する残骸

191便は離陸を継続し、アメリカン航空が定めたエンジン停止時の緊急手順に従ってパイロットは飛行速度を調整した。機体が地面から140フィート (43メートル)まで上昇した時点で、速度は172ノット (319キロメートル毎時)に達していた。機体は上昇を続けたが、ここから減速し始めて325フィート (99メートル)まで上昇したところで速度は159ノット (294キロメートル毎時)となった。ここで機体が左へ傾きだし、毎秒4度以上の急激なロールが始まった。続いて急激に左への機首振り（ヨー運動）が始まり、さらに機首が下がって降下しだした。ロール運動は垂直を超えるまで続き、15時04分頃、左翼と機首を下げた姿勢で墜落した。

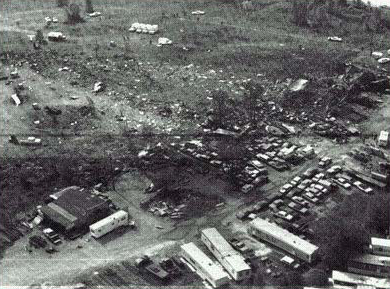
191便の墜落現場の空撮写真。

墜落地点は、滑走路32Rの離陸側終端から北西に約4,600フィート (1,400メートル)にある開けた土地だった。機体は爆発し、墜落の衝撃と火災で破壊された。残骸は墜落地点とその隣にあったトレーラー・パークに飛散した。この火災によって、倉庫として使用されていた古い格納庫など墜落地点付近の6棟が全焼し、トレーラーハウスも5棟が全半焼した。墜落地点から約100メートルの場所にいた目撃者は「見上げると炎の雨が降ってきた」と述べている。
搭乗者271人は全員死亡し、地上にいた2人も巻き込まれて死亡、2人が火傷を負った。犠牲者の遺体は墜落の衝撃と火災で激しく離断・損傷して散乱し、現場に駆けつけた消防士は「遺体が男性か女性か、あるいは大人か子供かも判らない状況だった」と証言している。
シカゴのクック郡病院では事故の知らせを受けて、ただちに災害対応の緊急体制が敷かれた。しかし、1時間も経たないうちに生存者がいないとの連絡とともに体制が解除され、病院職員たちは衝撃を受けた。

## 事故調査
アメリカの国家運輸安全委員会 (National Transportation Safety Board; NTSB) が事故調査を行った。
墜落地点の機体の残骸は、激しく分解して散乱しており、それらからは有益な情報がほとんど得られなかった。しかし、フライトデータレコーダとボイスレコーダは火災や熱を免れ、回収に成功した。構造的な損傷によって2か所で計6秒分のデータが欠落したが、大部分のデータは復元された。フライトデータレコーダは、離陸滑走中のデータを50秒間と、空中でのデータを31秒間記録していた。一方、コックピットボイスレコーダは、第1エンジンの分離とほぼ同時に機能停止していた。これは、コックピットボイスレコーダの電力を得ていた第1エンジンの発電機からの給電が、エンジン分離によって停止したからであった。コックピットボイスレコーダに最後に残された音声は "Damn!"（畜生！）であった。また、フライトデータレコーダでも、第1エンジンから電力を得ていたデータだけ同時に記録が途絶えていた。
空港の敷地内に落ちていた第1エンジンのパイロン関係部品は有力な手掛かりとなった。第1エンジンとパイロンが、滑走路32Rの出発側の端から6953フィート (約2190メートル) を超えたところで、中心線から右へ19フィート (約5.8メートル) それた地点から回収された。また、第1エンジンのカウリング（覆い）とパイロン直上の主翼前縁の一部も、その付近で発見された。
乗員の検死および毒性学的検査の結果、操縦に影響を及ぼすような生理学的問題は示されなかった。
目撃者の証言やフライトデータレコーダの記録、そして機体部品の落下状況から「エンジンとパイロンが一体で機首上げ時かその直後に分離し、同じころ機体が浮揚した」ことは確実といえた。このとき事故機の速度は離陸決心速度 (V1) を超えていたので、パイロットは規定どおり離陸を続行しており、当時の状況では適正な判断であった。

### なぜパイロンが分離したか

図A DC-10型機の第1エンジンとパイロンの断面図。
"Fwd Wing/Pylon Attach Point" の位置にフォワード・パイロン・バルクヘッド、
"Aft Wing/Pylon Attach Fitting" の位置にアフト・パイロン・バルクヘッドがある。

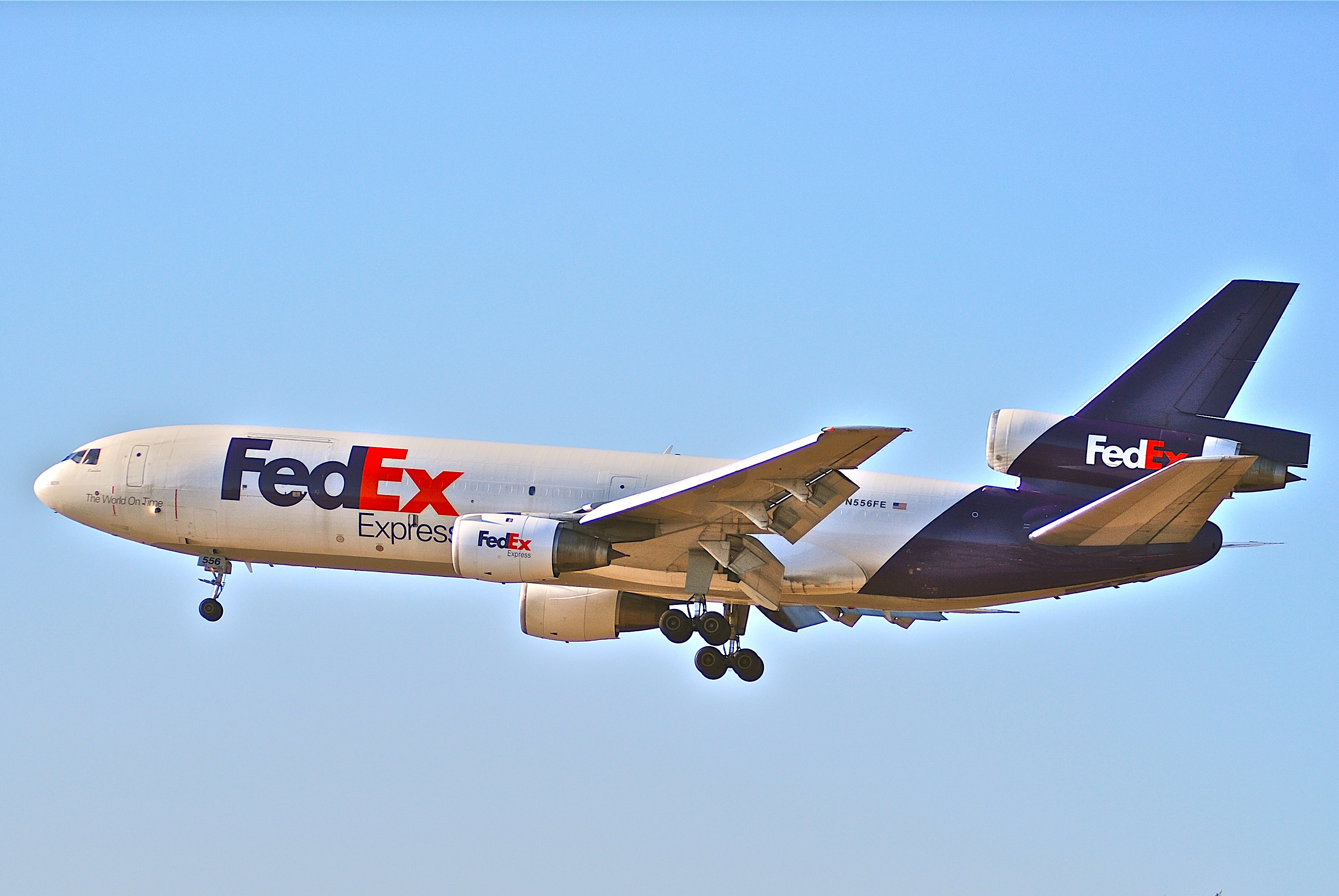
DC-10型機を左側から見る。写真は貨物型だが、主翼やエンジンは基本的に事故機と同じである。

事故調査委員会は、なぜ第1エンジンとパイロンが分離したかを調査した。DC-10型機の第1エンジンと左主翼の断面図が図Aである。エンジンは、パイロンを介して主翼の下側前方に吊り下げられている。エンジンとパイロンは基本的に前後2か所で接合されており、パイロンと主翼も前後2か所で接合されている。パイロンが主翼と接合される構造物の中で強度的役割を果たす部品は「バルクヘッド」と呼ばれ、前側が「フォワード・パイロン・バルクヘッド」（図ではFwd Wing/Pylon Attach Pointにあたる）、後ろ側が「アフト・パイロン・バルクヘッド」（図ではAft Wing/Pylon Attach Fittingにあたる）である。
パイロンの接合部は徹底的に調査され、パイロンの分離は、アフト・パイロン・バルクヘッドの上部から始まったと結論づけられた。フォワード・パイロン・バルクヘッドの分離点における破壊や変形は、全て過荷重によるものであった。一方、アフト・パイロン・バルクヘッドでは、上部フランジの一部に3インチ (約7.6センチメートル) の疲労亀裂があり、それ以外の破壊や変形は全て過荷重によるものであった。また、アフト・パイロン・バルクヘッドの上側は、翼側に残っていた。変形と破壊の状況から、パイロンの分解はアフト・パイロン・バルクヘッドから始まり、これがパイロンの後端を下方かつ胴体側へ動かし、パイロン全体の分離に至ったと結論づけられた。機首上げ時にバルクヘッドには垂直下向きの引っ張り荷重がかかっており、パイロン分離の順序や動きの方向はこの荷重と整合性が取れるものであった。事故調査委員会は、バルクヘッドがどの時点で破壊したかを正確には特定できなかったが、離陸滑走時の機首上げ時に破壊したことはほぼ確実であった。
アフト・パイロン・バルクヘッドの上部フランジには、翼側の固定部品が接触したことを示す変形が残っていた。バルクヘッドを翼に取り付けた状態では、フランジと翼側部品との間には、通常0.5インチ (約1.3センチメートル) の隙間ができるはずであった。フランジの接触痕は、フランジに生じた過大応力による亀裂が、整備時のパイロンの取り外し作業中に発生したことを示すものだった。

### 推奨手順から逸脱した整備
事故機の第1エンジンと第1パイロンは、事故の8週間前に一度取り外されていた。この時の作業は、マクドネル・ダグラス社がユーザに出した技術情報に基づき、パイロンと主翼をつなぐ軸受けを交換するためのものであった。同じ整備プログラムで、アメリカン航空とコンチネンタル航空のDC-10型機がエンジンとパイロンの取り外し作業を行っていた。事故機以外に、アメリカン航空の4機とコンチネンタル航空の2機から、アフト・パイロン・バルクヘッドに事故機と同様の亀裂が発見された。亀裂が整備作業中に生じたことは、別の2機からも確証が得られた。コンチネンタル航空ではこの事故前にパイロンの脱着作業中にバルクヘッドを2度損傷していたが、それぞれマクドネル・ダグラス社が認めた方法で再修理されていた。コンチネンタル航空は、この時の損傷を整備ミスに起因するものであって重要な問題ではないと判断した。同社は、マクドネル・ダグラス社には報告していたが、アメリカの連邦航空局 (Federal Aviation Administration; FAA) には報告しなかった。
アフト・パイロン・バルクヘッドの上部フランジの過荷重による亀裂は、両航空会社の不適切な整備手順に起因することが判明した。メーカーであるマクドネル・ダグラス社が推奨した正規手順では、まずエンジンをパイロンから取り外し、その後パイロンを主翼から取り外すことになっていた。しかし、両航空会社は整備時間を短縮するため、推奨手順から逸脱した手順を開発した。その手順とは、エンジンとパイロンを一体にしたままで、全重量をフォークリフトで支えて取り下ろす方法であった。エンジンを取り外す際には、油圧系統や燃料系統の配管や電気配線などを切り離す必要がある。エンジンを外した後にパイロンを外す正規の手順では72か所の切離し作業が必要であったが、アメリカン航空の開発した方式では27か所にまで短縮できた。アメリカン航空は、この手順の是非をマクドネル・ダグラス社に問い合わせていた。マクドネル・ダグラス社は「推奨できない方法」だと回答したが、同社は航空会社の手順に対して承認や禁止をする権限をもっていなかった。アメリカン航空は、エンジンとパイロンを一体で取り外す手順を採用した。
1979年3月29日から31日にかけて、フォークリフトを用いて事故機のエンジンを着脱する作業が実施された。その時の手順は次のとおりであった。まず、エンジンの保持台をエンジンにあてがい、エンジン、パイロン、そして保持台全体の重心位置にフォークリフトを移動させた。次に、エンジン・パイロン・保持台の全重量をフォークリフトによって支えた。そして、パイロンと主翼の接合部を外して、フォークリフトを下げた。パイロンと翼をつなぐ軸受けを点検・交換した後、再びフォークリフトを上げて翼との結合部を固定した。
DC-10型機の第1・第3エンジンは主翼の前方に突き出しており、フォークリフトで支える重心位置はフォワード・パイロン・バルクヘッドより前方にあった。また、パイロンと翼の結合部における構造部材間の距離はわずかしかなく、1ミリメートルのずれや変形も許されない、繊細なものであった。アメリカン航空の手順では、パイロンを翼から外す際に、アフト・パイロン・バルクヘッドの結合部から外していた。この時、フォークリフトがエンジンを支える力が抜けると、フォワード・パイロン・バルクヘッドを旋回軸として、パイロン後部が翼に接触することになる。フォークリフトはその仕組み上、運転者が感知できない程度にフォークが下がってしまう可能性があり、ミリメートル単位の精密な調整はほぼ不可能であった。事故機の作業に当たった整備員のうち2人が、アフト・パイロン・バルクヘッドの上部が、翼側の固定部品に当たっているのを見たと証言した。この動きは、アフト・パイロン・バルクヘッドの上部フランジの変形と整合性のあるものであった。事故後の実験により、事故機と同程度にフランジが変形すると、過荷重による亀裂が発生することが確認された。実際、事故機のアフト・パイロン・バルクヘッドには、過荷重による破壊と疲労によって事故前に発生していたと判定される亀裂が見つかった。この亀裂は、整備時のパイロンと翼の接触に起因すると結論づけられた。

### 墜落直前の損傷状況
事故調査でもう一つ焦点となったのは、なぜ事故機が墜落したかということであった。通常、複数のエンジンを装備する航空機は、エンジン1基が停止しても飛行が継続できるよう設計されている。事故時に、分離した第1エンジンとパイロンは、前方上側を回転して翼の上を通過するのが目撃された。残骸の調査結果から、エンジンとパイロンが、揚力面や操縦翼面にぶつかった形跡は見つからなかった。墜落直前に撮影された事故機の写真を解析した結果、尾翼や尾部への損傷は見られなかった。エンジン脱落による推力喪失や主翼前縁の破壊による左右非対称効果は、航空機を制御不能にするほどではなかった。そこで、事故調査委員会は、パイロン以下が分離した影響を詳細に調査した。
DC-10型機の第1エンジンは、No.1 油圧系統の油圧ポンプ、および No.1 交流電源系統の発電機も駆動していた。通常のエンジン停止時には、これらの油圧系統と電源系統は、残りのエンジンによって油圧と電力が維持されるように設計されている。つまり、油圧系統や電気系統の冗長設計により、第1エンジンによって駆動される機能が失われても、それがただちに航空機の制御に影響しないよう考慮されている。しかし、本事故ではパイロンもろともエンジンが分離したので、油圧配管や電気配線などが損傷を受けた。
油圧系統では、左主翼前縁を通る4本の油圧管が破損し、3系統ある油圧系統のうち2系統（No. 1 および No. 3 系統）から油漏れが発生した。これによって、スポイラーの一部と左翼外側にあるスラットが機能しなくなった。スラットとは、翼の前縁の一部を前方下側に押し出すことによって揚力を増やし、高い迎角まで失速を防ぐ装置である。
スラットは油圧アクチュエータによって伸展され、制御バルブを閉じると油圧作動液が油圧管の中に閉じ込められて、出し位置が固定される。事故を起こしたDC-10-10型機は、スラット出し位置を油圧だけで維持する設計になっていた。
油圧管の損傷部位は、スラットを出し入れする油圧アクチュエータとそれを制御するバルブとの間であった。したがって、作動液が流失し、空気力の荷重によってスラットが押し戻され、引き込まれてしまった。ただし、それ以外の動翼は、スポイラーの一部を除くと操縦翼面（機首を上げ下げする昇降舵、左右に向ける方向舵、機体を左右に傾ける補助翼）は全て機能していた。
電気系統では、パイロン内のワイヤーハーネスが損傷し、その中には、第1エンジンの発電機から No.1 交流系統への給電線も含まれていた。この給電線には、残存していた給電線から電力を得る経路も用意されていた。しかし、発電機故障の影響が広がるのを防ぐための保護回路が作動し、No.1 交流系統から供給される No.1 直流給電線、左緊急交流給電線、左緊急直流給電線への電力供給が断たれた。これらの給電線は、墜落まで復旧しなかった。左の緊急交流給電線と緊急直流給電線は、操縦室内の緊急スイッチによりそれぞれ回復可能であった。しかし、回復操作が行われた形跡は見つからなかった。事故調査報告書では「運航乗務員は、失われた電力系統の回復操作を恐らく試みなかった」としており、その理由は「緊急事態全体の性質が、電気系統の問題より緊急性が高かった、または電気的問題に対処する時間的余裕がなかった」とまとめている。離陸から墜落までの時間がわずか30秒しかなかった点も指摘されている。
電力が回復しなかったことによって、機長席のフライト・ディレクターと一部のエンジン計器が機能停止した。そして、事故調査報告書は最も重要なこととして、失速警報装置とスラット不一致警報装置も作動しなくなったことを指摘している。フライト・ディレクターは、パイロットに操縦桿をどう動かすべきかを指示する飛行計器である。失速警報装置は、スティック・シェイカーと呼ばれ、失速領域に入った場合に操縦桿を振動させて操縦者に警告を与えるものであり、事故機では機長席だけに装備されていた。スラット不一致警報装置は、スラット状態が左右非対称の場合に点灯する。

### 墜落に至る飛行特性の変化
以上の損傷の積み重ねで、次のような飛行状態となった。まず、左外側のスラットだけが引き込まれてしまったことによって、左翼だけ揚力が減少し、左翼が失速する速度が上昇した。すなわち、左翼だけが高い速度で失速しやすい状態となった。事故機の空気力学特性と操縦性はパイロットの意図しない状態となった。
事故機は、航空会社が規定したエンジン停止時の手順に従って飛行していた。機長席のフライト・ディレクターが機能停止していたことから、副操縦士が操縦を担当していたと推察されている。副操縦士は、フライト・ディレクターの指示に従いピッチ姿勢（機首上げ角）を維持した。この操縦は、航空機を安全離陸速度 (V2) まで減速することを意味した。そして、V2＋6ノット (時速約11キロメートル）まで減速したとき、機体は左に傾き始めた。この時の速度は、159ノット (時速約294キロメートル) であり、スラットが引き込まれた左翼の失速速度であった。
コックピットから主翼とエンジンが目視できず、スラットの位置を示すシステムも停止していた。したがって、パイロットはスラットが引き込まれたこととそれによる飛行特性の変化を知ることはできなかった。電気系統の損傷により、失速警報装置とスラット不一致警告装置も機能しなかった。したがって、左翼の失速が始まった時、警告はほとんどまたは全くなかったと考えられている。失速すると、翼の周りの気流が剥離する。剥離した気流が後方の水平安定板に当たるとバフェッティングという振動を生じ、これは失速状態を知る手段の一つとなる。しかし、事故機の左内側のスラットは正常に伸展していたので、尾翼には剥離流が当たらなかった。さらに、フライトデータレコーダによると、当時若干の気流の乱れがあり、バフェッティングをわかりにくくしたとも推察されている。
機体が左に傾き始めた速度は、V2プラス6ノット (時速11キロメートル) であり「運航乗務員は機体の失速速度より充分大きいと信じていた」と推測されている。事故調査報告書は「乗員が左への傾き（ロール）が失速によるとは認識しておらず、混乱させた。なぜならスティック・シェイカーが作動していなかったからである」と述べている。

### シミュレータ試験
フライトシミュレータを用いたシミュレータ試験が実施された。フライトデータレコーダのデータ、事故機を模擬した風洞実験から得られた空気力学特性、そして事故当時の気象条件がフライトシミュレータに反映された。このシミュレータ試験では、以下の条件が再現された：
1. 第1エンジンとパイロンがなくなったことによる空気力学特性や操縦性の変化
2. 左外側スラットの意図しない引き込み
3. No. 1 および No. 3 油圧系統の損傷

また、失速警報装置は機能する場合と停止する場合のそれぞれがシミュレートされた。シミュレータ試験には、13人のパイロットが参加した。シミュレータ試験では70回の離陸と2回の着陸が実施された。それぞれの試行において、事故機のフライトデータレコーダから得られた飛行状況を再現するよう試みた。
シミュレータ試験の結果、159ノット (時速約294キロメートル) を超える速度では、非対称な左右の揚力を打ち消し、安定した飛行が可能であった。しかし、速度が159ノットまで下がると、失速が始まった。この際、ロールの開始を失速と認識できた場合は、多くのパイロットが機首を下げて加速して失速域から離脱し、操縦を回復できた。ただし、このときのパイロットは、本事故の状況を事前に承知していた。シミュレータ試験に参加した全てのパイロットは「第1エンジンと左翼を目視できず失速警報装置も働かなかった状況では、事故機のパイロットが、ロール開始を失速と認識して失速から回復させるのは合理的ではない」と証言した。事故調査委員会も同じ見解を示した。
スラットが左右非対称になった状態でのDC-10型機の離陸・着陸条件を見極めるため、アメリカ連邦航空局は、追加のシミュレータ試験を実施した。墜落直前のスラットの状態を再現したシミュレーション飛行を行い、約84回の離陸と28回の着陸を実施した。この試験では、失速警報装置とスラット不一致警報装置は正常に機能させた。シミュレータ試験では、事故時と同じ飛行特性であっても、事故当時のアメリカン航空の手順に従って着陸可能であることが示された。
着陸進入の最終段階における速度の余裕はわずかだが、非常に危険というほどではなかったとFAAは結論付けている。これは、飛行経路の調整などで必要な推力の余裕があり、利用可能であったからである。また、着陸進入中に片側のスラットを失うことは、操縦上の大きな問題にはならなかった。事故機のパイロットは、アメリカン航空が定めたエンジン停止時の手順を守って飛行速度を落としたことによって、結果的に失速域に入ってしまった。もしパイロットがより高い速度を維持していれば、墜落を回避できた可能性があった。

### 事故原因
国家運輸安全委員会は、1979年12月21日に事故調査報告書を発行し、事故の推定原因を次のとおり述べている。
事故機が制御を失ったのは、次の3事象が同時に起きたからである：
1. 左翼外側の前縁スラットが引き込まれたこと
2. スラット不一致警報装置が機能しなかったこと
3. 失速警報装置が機能しなかったこと

これらは、個別に発生してもパイロットが制御不能になるほどではなかったが、本事故では飛行の最も重要な局面で同時に発生した。そして事故機の状況下では、パイロットは、続いて発生する失速を認識することもそれを防ぐことも困難であった。FAAの耐空証明に必要な条件にはスラット・システムの複合故障は含まれていなかった。要求事項ではなかったが、マクドネル・ダグラス社はエンジン1基の故障と片翼のスラット故障が同時発生した場合の故障モード影響解析を独自に実施し、記録を必要時に閲覧できるよう残していた。それによると「最も悪い飛行条件または離陸の条件のときだけ危機的 (critical) になろう」と注意していた。そして、この条件が揃う確率は100億分の1未満と算出されていた。

## 事故の余波
本事故の死亡者数273は、2024年1月現在でも、アメリカ同時多発テロ事件を除けばアメリカ航空史上で最大である。左翼エンジンを失った191便がほぼ垂直に傾いて墜落していく様子と、墜落の爆発で火柱が上がる様子が目撃者によって写真撮影され、シカゴ・トリビューン紙に掲載された（写真は英語版参照）。
事故発生から2日後の5月27日に、事故調査に当たっていたNTSBのエルウッド・ドライバー副委員長は「エンジンを翼に固定していたボルトが折れてエンジンが脱落したのが原因と見られる」と発表し、自ら折れたボルトを持って報道陣に公開した。当初は、このボルトが事故原因と疑われた。FAAは、5月29日以降のDC-10型機の運航を停止し、問題のボルトを点検するよう指示した。また、アメリカ以外の航空会社にも同様の措置をとるよう勧告した。
前述のとおり、事故調査によって、このボルトは直接的な事故原因ではないことが明らかになった。一方で、FAAが指示した点検によって、複数のDC-10型機からパイロン構造部の損傷が発見された。構造の欠陥による金属疲労が疑われたので、FAAはアメリカのDC-10型機に対して飛行停止とパイロンの点検を指示した。この点検で問題がなかった機体は飛行を再開した。一方で、事故機と同様の亀裂が6機で発見された。さらに、事故機とは異なる損傷も発見されたことで、製造会社の品質管理が問われる事態となった。同様の点検を実施したボーイング747型機やロッキードL-1011型機と比べて異常が多かったので、設計不良も疑われた。1979年6月6日、FAAはDC-10型機の型式証明の効力を緊急停止する命令を発行した。マクドネル・ダグラス社はこの措置に異議を唱えたが、当時のFAA長官ラングホーン・ボンドは、安全を優先すると述べた。型式証明の停止措置は相互協定を結んでいた各国へも波及し、日本ではDC-10型機を運航していた日本航空に対して運輸省（当時）が運航停止を指示した。
本事故より前にDC-10型機では、貨物扉の破損に起因した大きな事故が2件起きていた。1972年のアメリカン航空96便貨物ドア破損事故と、1974年のトルコ航空DC-10パリ墜落事故である。これらの事故では、マクドネル・ダグラス社の設計不良が非難された（ただし、191便の事故前には貨物扉の問題への改修対応がされていた）。本事故によって、改めてDC-10型機の安全性に対して世間から厳しい目が向けられた。アメリカで乗用車「シボレー・コルヴェア」の安全性問題など消費者運動に取り組んでいたラルフ・ネーダーは、DC-10型機を「翼を持ったシボレー・コルヴェア」と批判した。アメリカン航空は、事故時までDC-10型機に施していた "DC-10 LuxuryLiner" のロゴ塗装を、"American Airlines LuxuryLiner" に変更した。また、FAAの指導監督が不十分であったとの批判も上がった。
ヨーロッパなどでは各国の規制当局の判断によって順次飛行が再開されたが、6月26日にFAAはアメリカ領空内でのDC-10型機の飛行を禁止する規制を発行した。FAAは、NTSBの事故調査と並行してマクドネル・ダグラス社、アメリカ空軍、および民間航空技術者らの協力を得て、DC-10型機の設計がFAAの示す基準を満たしているかどうかの総合的な調査を行った。FAAは設計データの再調査、諸元や確率の再計算、生産記録の再確認、飛行試験などを実施し、疑問点を一つ一つ解消した。その結果、日本では7月12日、アメリカでは7月13日に飛行停止措置が解除され、併せて短期間ごとに検査を行うことが指示された。結果的に、主要な事故原因は不適切な整備手順であることが判明したが、DC-10型機への世間からの信頼は低下した。1979年11月に、フォークリフトを用いた不適切な整備手順を実施したという理由で、FAAはアメリカン航空に50万ドルの罰金を科した。同様の理由で、コンチネンタル航空にも10万ドルの罰金を科した。1980年1月にFAAは調査報告書を発行し、同型機の主翼パイロンの設計に欠陥はなく、十分な強度を有することを認定した。
本事故の後、重要な整備手順に対するFAAの監督体制が強化されたほか、FAAから耐空性改善命令が発行された。副操縦士席にもスティックシェイカーを追加し、いずれかの電源を失っても左右両座席の失速警報装置が作動するよう改善指示が出された。また、意図しないスラット引き込みを防止するため油圧系統への弁の追加指示が出された。さらに、パイロン構造部の安全性を向上させる指示も出され、パイロン点検間隔の緩和も認められた。運航規定も見直され、緊急時には安全離陸速度 (V2) を10ノット (時速約19キロメートル）上回る飛行速度をとることとされた。
ナショナルジオグラフィックチャンネルが放送している『衝撃の瞬間』（第4シリーズ、第9話「シカゴ航空機事故」）と『メーデー!:航空機事故の真実と真相』（シーズン10、第7話「アメリカン航空191便」）とで、この事故が取り上げられている。
尚、アメリカン航空の191便は現在に至るまで欠番となっている。

## 追悼施設
2011年に追悼施設が建設された。本事故の常設的な慰霊碑は長らく作られていなかったが、2001年9月11日にアメリカ同時多発テロ事件が発生すると、本事故の風化を防ぐため、慰霊碑建設を求める声があがった。事故で両親を失っていた Kim Jockl と Melody Smith 姉妹は、事故の25年後（2004年）から慰霊碑の建設を呼びかけた。事故30年後になって、Jockl が教頭を務めていたシカゴの小学校を中心に、本格的な資金集めの取組みが行われた。彼らの2年間の活動によって、アメリカン航空も21,500ドルの費用負担を決め、追悼施設の建設が実現した。施設は墜落地点から近いレイク・パークに建設され、2011年10月15日に除幕式が執り行われた。この施設は高さ 2フィート (0.6メートル) の曲面的な壁で囲まれた庭園である。壁はレンガ積みであり、レンガの一つ一つには、犠牲者の名前が記されている。